# Drăcșenei
Drăcşenei é uma comuna romena localizada no distrito de Teleorman, na região de Muntênia. A comuna possui uma área de 37.74 km² e sua população era de 1957 habitantes segundo o censo de 2007.